# Łężyce (województwo dolnośląskie)

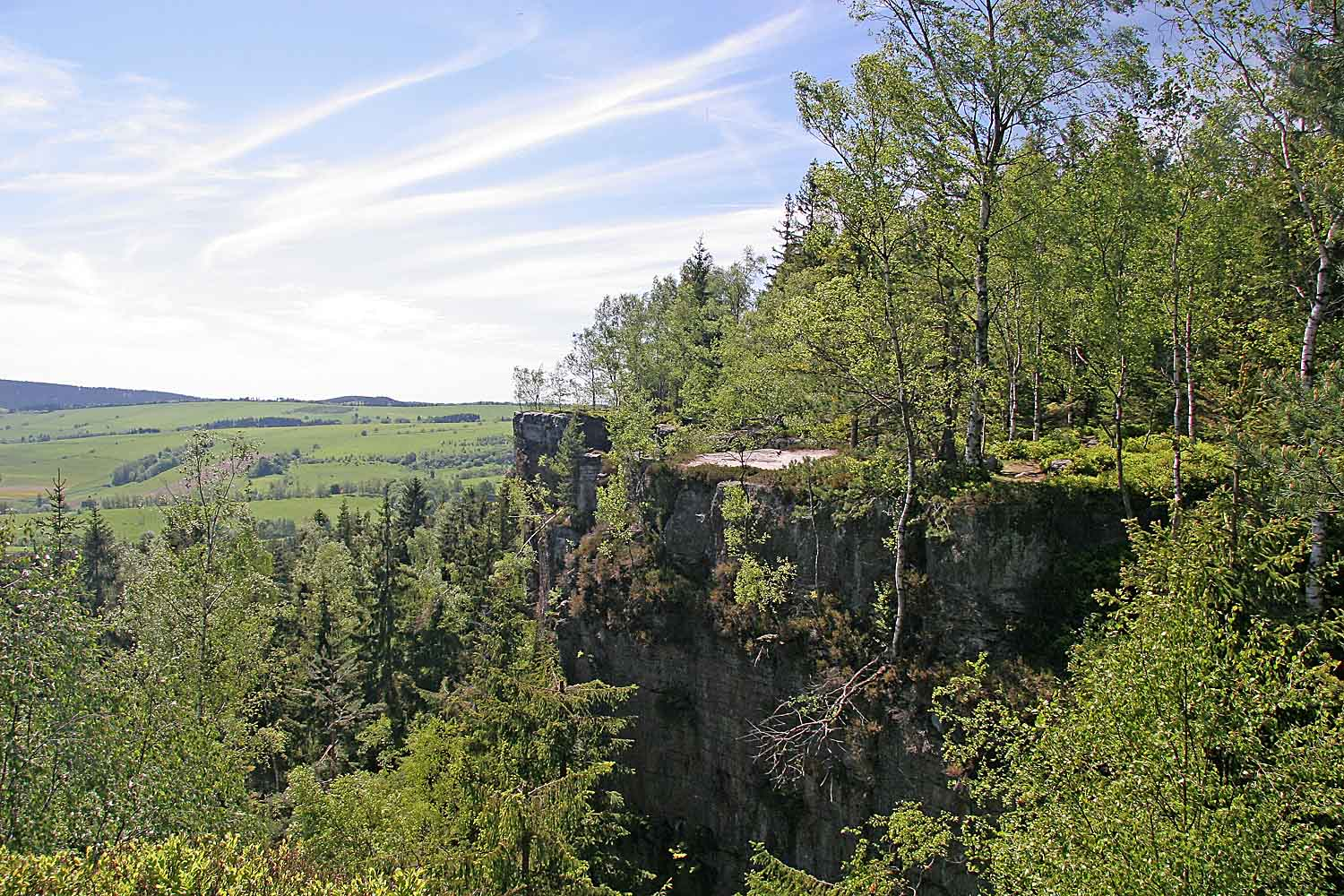
Punkt widokowy w Skałach Puchacza

Łężyce (niem. Friedersdorf) – wieś w Polsce położona w województwie dolnośląskim, w powiecie kłodzkim, w gminie Szczytna.

## Położenie
Łężyce to duża wieś łańcuchowa leżąca na południowo-zachodnich zboczach Narożnika, na granicy Gór Stołowych i Wzgórz Lewińskich, na wysokości 560–750 m n.p.m.

## Podział administracyjny
W latach 1954–1972 wieś należała i była siedzibą władz gromady Łężyce. W latach 1975–1998 miejscowość administracyjnie należała do województwa wałbrzyskiego.

## Historia
Łężyce powstały w XIII lub na początku XIV wieku jako część państwa homolskiego. Pierwsza wzmianka o wsi pochodzi z 1330 roku, a kolejna z roku 1401 w której figurują one pod nazwą Lussicz. Po upadku państwa homolskiego Łężyce zostały włączone do królewszczyzny, a w 1650 roku kupił je i przyłączył do klucza dóbr w Szczytnej Isaias von Sachs. Pod koniec XVIII wieku właścicielami wsi została rodzina Stillfriedów. W XIX wieku dzięki obfitości ziem uprawnych Łężyce były typową wsią rolniczą. W drugiej połowie XIX wieku w sąsiedztwie miejscowości powstał kamieniołom, w którym jeszcze po 1945 roku wydobywano piaskowiec. Na terenie wyrobiska nazwanego Skałami Puchacza znajduje się punkt widokowy. 

Do 1945 miejscowość należała do Niemiec i nazywała się Friedersdorf. Stacjonował tutaj batalion pionierów pancernych o tej samej nazwie.
Za część wsi, pod potoczną nazwą Łężyce Górne, uważa się współcześnie zanikłą niemal całkowicie wieś Łężno (niem. Friedrichsberg), położoną na wysokości 780–790 m n.p.m. W początku XX wieku liczyła ona 32 budynki zamieszkałe przez 160 osób. Inną zanikłą (w latach 60. XX wieku) częścią wsi były Młyny (niem. Mühlhäuser), położone nad brzegami Kamiennego Potoku i Mostowej Wody (niem. Brückenwasser) na wysokości 550–600 m n.p.m. i zamieszkiwane na początku XX wieku przez 117 osób, co było maksymalnym stanem zaludnienia tej osady. Ze wsi pozostał jeden budynek opuszczonego gospodarstwa oraz ruiny młyna, istniejącego w tym miejscu od początków XVIII wieku.
Jako kolonia Łężyc założona została w 1707 inna opuszczona dziś miejscowość o nazwie Góra Anny (niem. Annaberg). Pomimo formalnej przynależności gospodarczo zawsze była ona mocniej związana była z bliżej położonym Batorowem oraz ze Szczytną. W 1840 r. zamieszkiwało ją 31 osób, a w pierwszych latach XX w. wieś liczyła zaledwie 12 budynków (łącznie mieszkalnych i gospodarskich). Pewne ożywienie zaobserwowano w drugiej połowie XVIII w., kiedy na wzniesieniu między Górą Anny a Batorowem wzniesiono kaplicę i wybudowano kalwarię, a trasą tą prowadziła jedna z dróg pielgrzymkowych do sanktuarium w Wambierzycach. Mimo to Góra Anny nie rozwinęła się jako miejscowość turystyczna, a po II wojnie światowej została opuszczona przez mieszkańców.

## Zabytki
Do wojewódzkiego rejestru zabytków wpisany jest:
- kościół św. Marii Magdaleny w Łężycach, pomocniczy, z 1694 roku, z wieżą przebudowaną w 1860 roku[6]. Jest to skromna barokowa budowla z zachowanym wyposażeniem wnętrza z około 1740 roku takim jak: ołtarz główny, dwa ołtarze boczne i ambona[6]. Najcenniejszym zabytkiem w kościele jest drewniana polichromowana rzeźba Madonny z XV wieku[6].

Inne zabytki:
- dawny dwór i folwark położone w dolnej części wsi[5].

## Szlaki turystyczne
- Karłów – Narożnik – Kopa Śmierci – Skały Puchacza – Łężyce – Duszniki-Zdrój – Schronisko PTTK „Pod Muflonem” – Biesiec – Schronisko PTTK „Jagodna” (Przełęcz Spalona)[5].